# Liste der Kulturdenkmäler in Trier-Euren
In der Liste der Kulturdenkmäler in Trier-Euren sind alle Kulturdenkmäler des Ortsbezirks Euren der rheinland-pfälzischen Stadt Trier aufgeführt. Grundlage ist die Denkmalliste des Landes Rheinland-Pfalz (Stand: 8. Januar 2024).

## Denkmalzonen
| Bezeichnung                 | Lage                                          | Baujahr | Beschreibung | Bild                           |
| --------------------------- | --------------------------------------------- | ------- | --- | ------------------------------ |
| Denkmalzone Schloss Monaise | südlich des Ortes (Alte Monaiser Straße) Lage | 1779–83 | 1779–83 nach Plänen von François Ignace Mangin als Sommersitz des Trierer Domdechanten Philipp Franz Wilderich Nepomuk von Walderdorf errichtet; dreigeschossiger kubischer Bau zu 3 × 7 Achsen über doppelgeschossigem Keller, ein weiteres Geschoss im Abschlussgebälk integriert, darüber dreiteiliges Walmdach mit kuppelig erhöhtem Mittelteil; dreiachsiger Mittelrisalit auf der Eingangsseite in den beiden Hauptgeschossen als Loggia hinter vier kolossalen ionischen Säulen ausgebildet; frühklassizistischer Bau von überregionaler Bedeutung; zugehörig Garten mit Monopteros, Grabkapelle und Gloriette sowie Hofgut (Alte Monaiser Straße 2, 3, 4) | weitere Bilder Fotos hochladen |

## Einzeldenkmäler
| Bezeichnung                        | Lage                                                           | Baujahr                           | Beschreibung | Bild                           |
| ---------------------------------- | -------------------------------------------------------------- | --------------------------------- | --- | ------------------------------ |
| Wappenstein                        | Eisenbahnstraße, an Nr. 1 Lage                                 | 1680                              | Wappenstein, bezeichnet 1680 (eingelassen in die Giebelwand eines 1839 errichteten Quereinhauses)                                                                                                   | Fotos hochladen                |
| Helenabrunnen                      | Eligiusstraße, Ecke Im Waldtal Lage                            | 1818                              | Laufbrunnen, Sandstein, 1818 | weitere Bilder Fotos hochladen |
| Hofanlage                          | Eurener Straße 197 Lage                                        | 1825                              | Streckhof; dreiachsiger Krüppelwalm-Mansarddachbau, bezeichnet 1825, im Kern wohl älter, Wirtschaftsteil eineinhalbgeschossig                                                                       | Fotos hochladen                |
| Quereinhaus                        | Eurener Straße 199 Lage                                        | 1794                              | vierachsiger, zweieinhalbgeschossiger Wohnteil eines stattlichen Quereinhauses, bezeichnet 1794, vermutlich aber älter                                                                              | Fotos hochladen                |
| Bildstock                          | Eurener Straße, Ecke Im Spilles Lage                           | erste Hälfte des 18. Jahrhunderts | recht aufwändiger Bildstock mit Pietàrelief, erste Hälfte des 18. Jahrhunderts | Fotos hochladen                |
| Brunnenhaus                        | Herrmannstraße 1 Lage                                          | 1909                              | aufwändig gestaltetes, turmartiges Brunnenhaus mit Pyramiddach, 1909 | weitere Bilder Fotos hochladen |
| Wegekreuz                          | Herrmannstraße, Ecke Katherweg Lage                            | 1834                              | baumstammartiges Schaftkreuz, bezeichnet 1834 | Fotos hochladen                |
| Pfarrhaus                          | Im Spilles 5 Lage                                              | 1886–88                           | dreigeschossiger neugotischer Walmdachbau, 1886–88; ortsbildprägend | Fotos hochladen                |
| Wegekapelle                        | Im Spilles, Ecke Vor Plein Lage                                | um 1700                           | barocke Wegekapelle, um 1700; Kruzifix, bezeichnet 1537 (1589?) | Fotos hochladen                |
| Wegekreuz                          | Luxemburger Straße, Ecke Niederkircher Straße Lage             | 1742                              | Altarkreuz; jüngere Teile des 1742 errichteten Altarkreuzes: auf dem Altartisch geschwungener Aufbau, ehemals bezeichnet 1821, relieferter Schaft mit Renovierungsvermerk von 1832 (Kreuz von 1950) | Fotos hochladen                |
| Grundschule Johann-Herrmann        | Pestalozzistraße 3 Lage                                        | 1887/88                           | bichromer Sandsteinquaderbau, 1887/88, dreiflügelige Erweiterung 1938, Architekt Heinrich Otto Vogel, der neugotische Altbau dabei um ein Geschoss übergriffen                                      | Fotos hochladen                |
| Quereinhaus                        | Pestalozzistraße 8 Lage                                        | 1849                              | anspruchsvolles Quereinhaus, bezeichnet 1849, im Kern älter | Fotos hochladen                |
| Wohnhaus                           | St.-Helena-Straße 15 Lage                                      | 19. Jahrhundert                   | dreigeschossiges Wohnhaus auf kleinem tonnengewölbten Keller, 19. Jahrhundert, im Kern älter | Fotos hochladen                |
| Wohnhaus                           | St.-Helena-Straße 17 Lage                                      | 19. Jahrhundert                   | dreigeschossiges Wohnhaus, 19. Jahrhundert, im Kern älter | Fotos hochladen                |
| Zingenkreuz                        | St.-Helena-Straße, bei Nr. 24 Lage                             | 1809                              | Schaftkreuz in spätbarock-klassizistischen Formen, bezeichnet 1809 und 1876 (Renovierung) | weitere Bilder Fotos hochladen |
| Katholische Pfarrkirche St. Helena | St.-Helena-Straße 25a Lage                                     | 1874–76                           | neugotische Rotsandstein-Basilika, 1874–76, Architekt Reinhold Wirtz, reiche Ausstattung; ortsbildprägend                                                                                           | weitere Bilder Fotos hochladen |
| Wegekreuz                          | St.-Helena-Straße, bei Nr. 73 Lage                             | frühes 19. Jahrhundert            | klassizistisches Altarkreuz, aufwändiger Aufsatz, kleiner Eisenkorpus, frühes 19. Jahrhundert | Fotos hochladen                |
| St.-Georgs-Brunnen                 | St.-Helena-Straße, Ecke Numerianstraße Lage                    | 1925                              | aufwändige Brunnenanlage als Kriegerdenkmal 1914/18, Säule mit heiligem Georg, 1925 von Bildhauer Nagel                                                                                             | weitere Bilder Fotos hochladen |
| Bildstock                          | Vor Plein, Ecke Dronkestraße Lage                              | 17. Jahrhundert                   | Kreuzigungsbildstock, Schaft aus dem 17. Jahrhundert, Aufsatz nach Kriegszerstörung 1948 getreu dem Vorbild neu geschaffen                                                                          | Fotos hochladen                |
| Wegekreuz                          | südlich des Ortes an der B 49, Einmündung Eisenbahnstraße Lage | 17. Jahrhundert                   | Schaftkreuz; Schaft aus dem 17. Jahrhundert, Kapitell bezeichnet 1871, reliefierter Bildstock bezeichnet 1806                                                                                       | Fotos hochladen                |
| Bildstock                          | südlich des Ortes an der B 49 Lage                             | 1836                              | Bildstock mit vollplastischer Pietà, bezeichnet 1836 | Fotos hochladen                |
| Kriegerdenkmal                     | westlich des Ortes an der K 3 Lage                             | Ende des 19. Jahrhunderts         | Kriegerdenkmal; Pfeilerkreuz zum Dank für die überlebenden Soldaten von 1866, eines der wenigen Denkmäler für den preußisch-österreichischen Krieg                                                  | Fotos hochladen                |